# Alisma canaliculatum
Alisma canaliculatum är en enhjärtbladig växtart som beskrevs av Alexander Karl Heinrich Braun och Carl David Bouché.
Alisma canaliculatum ingår i släktet kranssvaltingar och familjen svaltingväxter. Inga underarter finns listade i Catalogue of Life.

## Bildgalleri

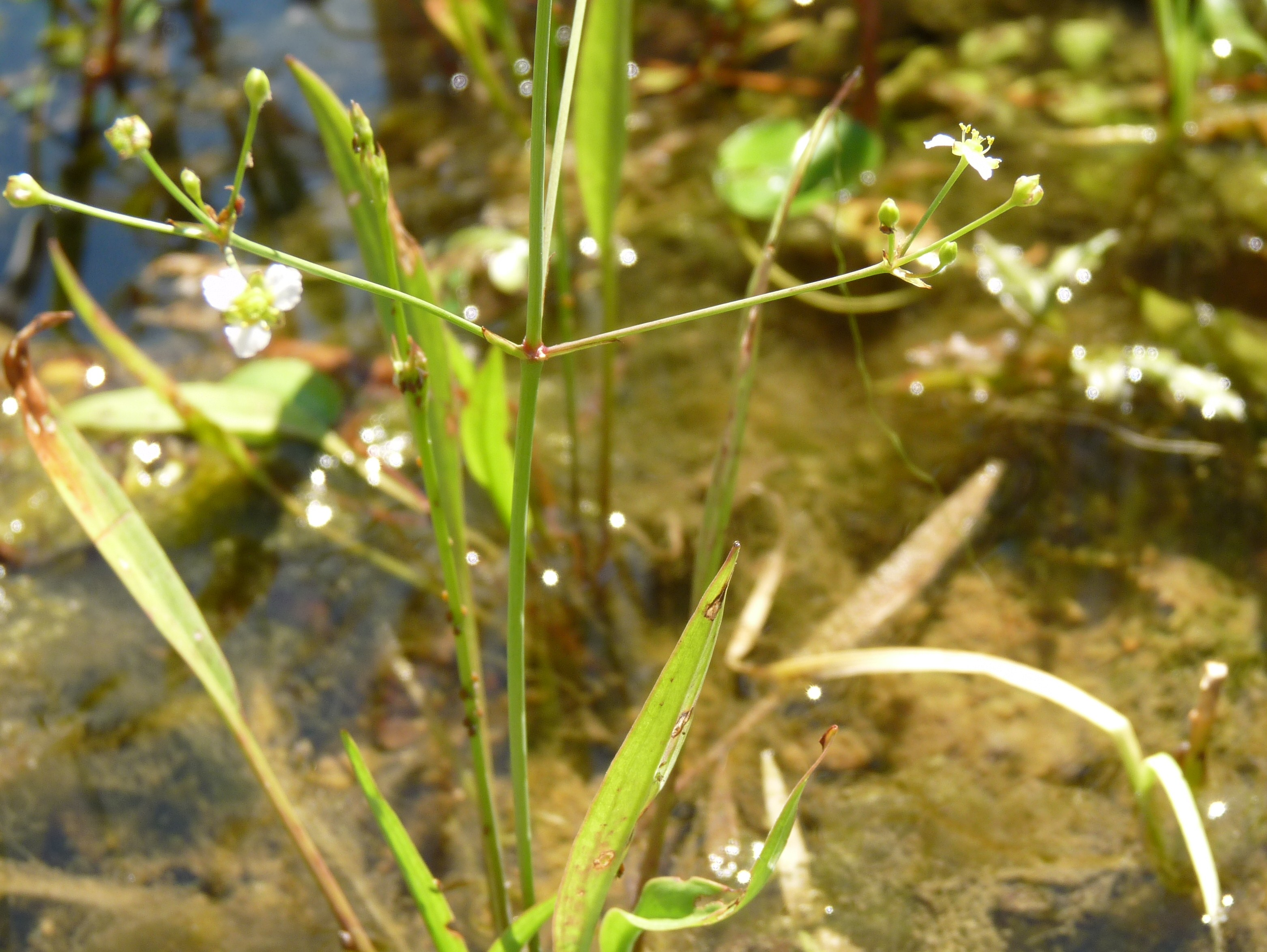
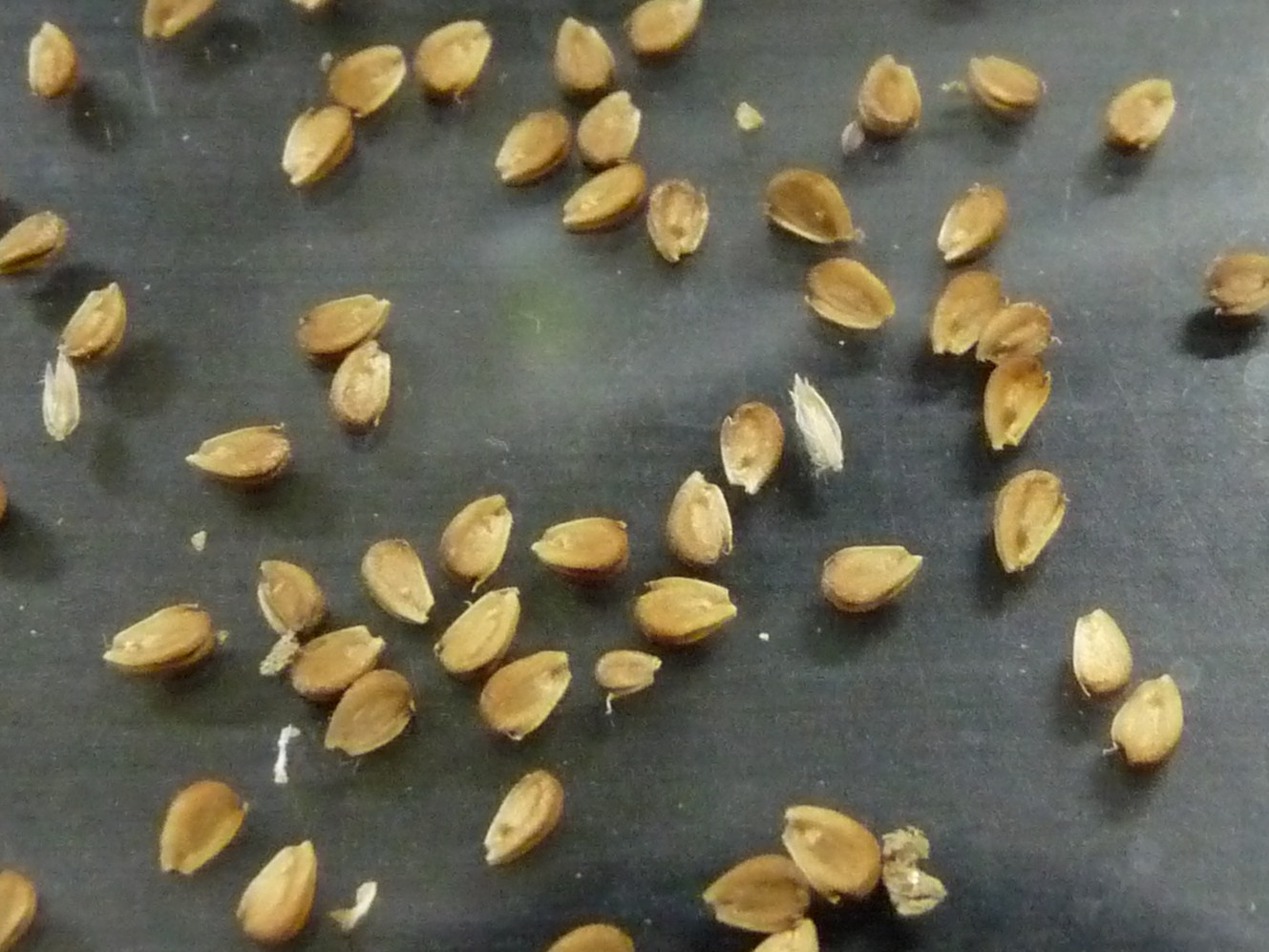